# Władysław Tatarkiewicz

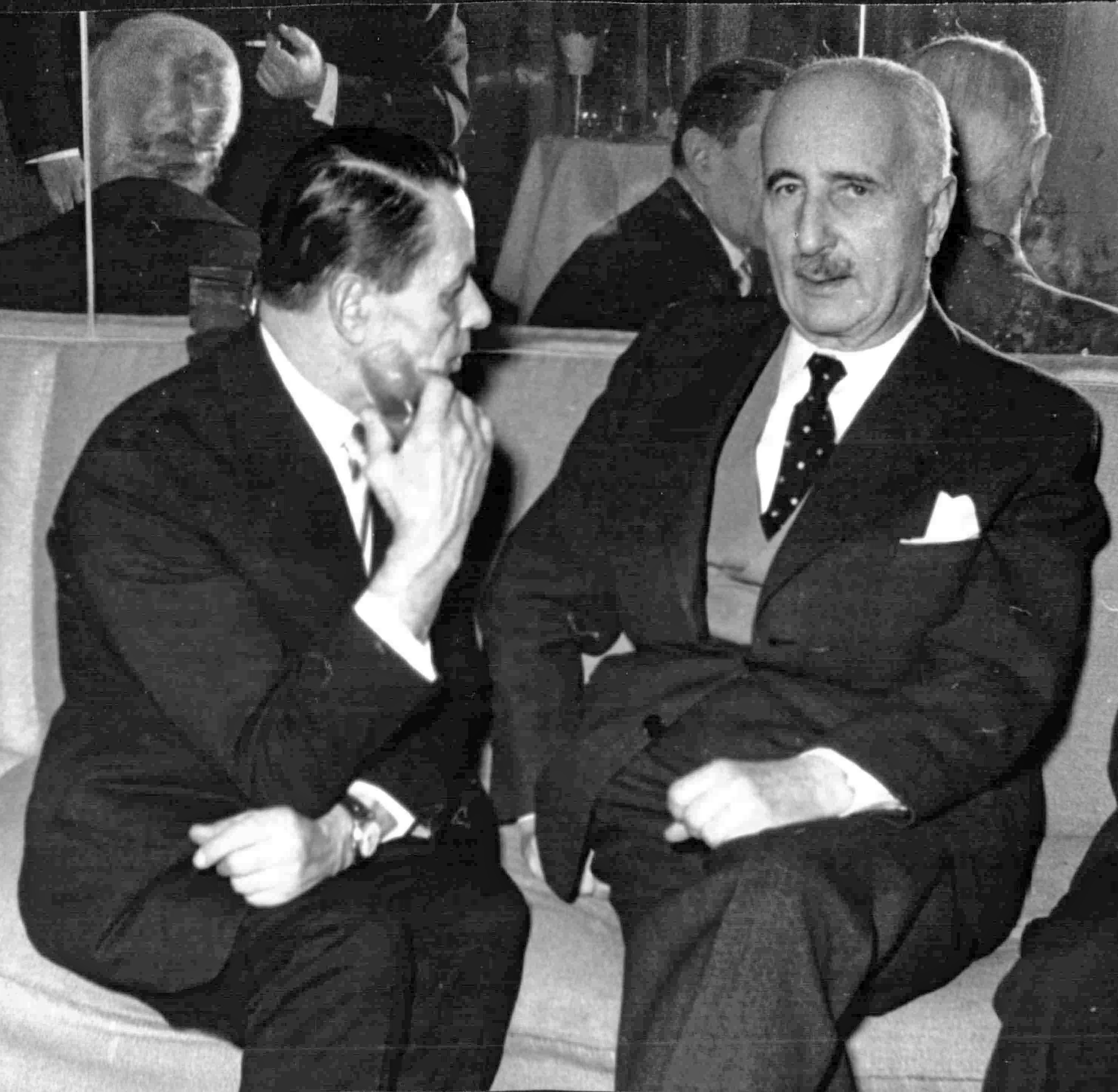
Władysław Tatarkiewicz (z prawej) w towarzystwie Armanda Vetulaniego, lata 60. XX wieku

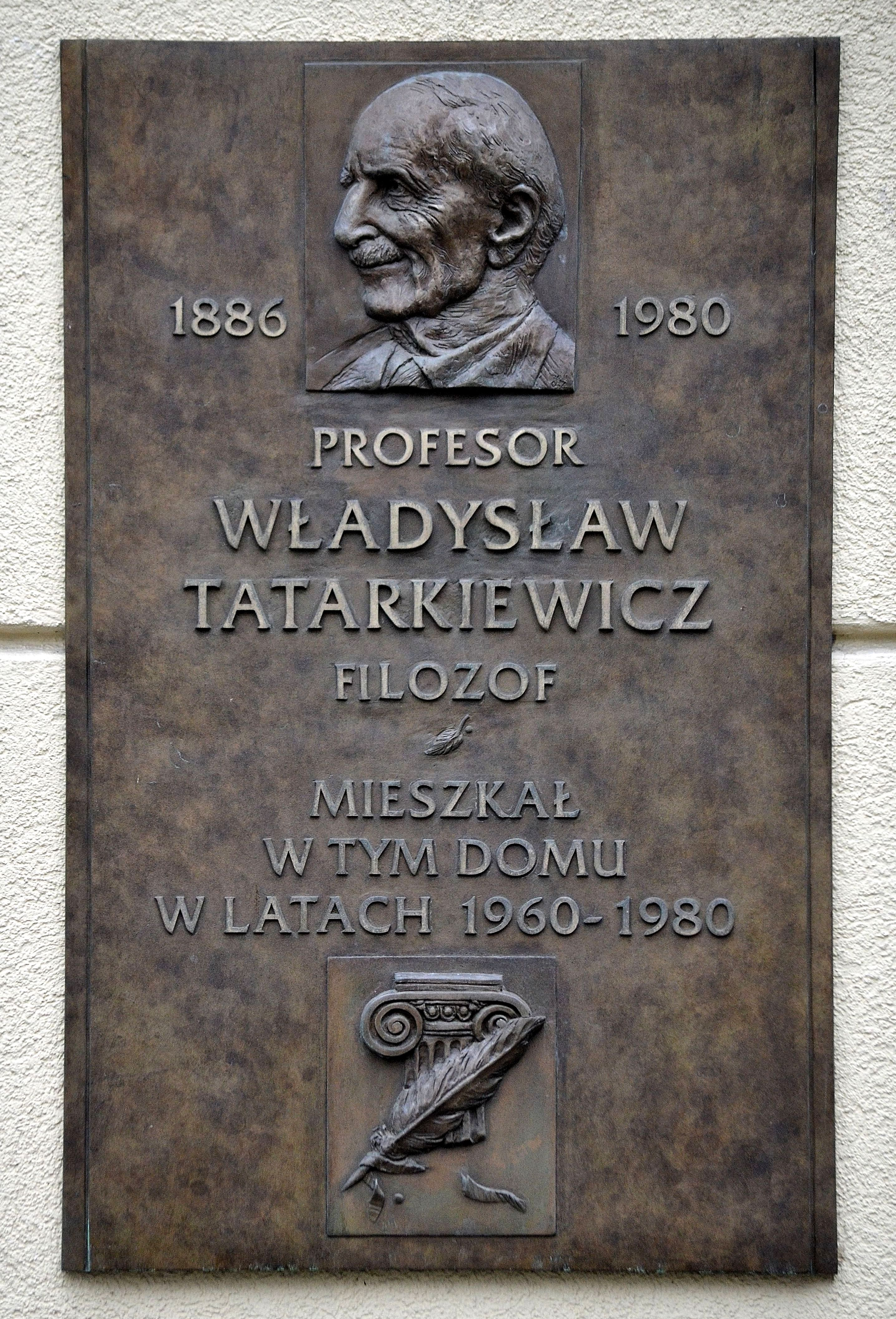
Tablica pamiątkowa na warszawskiej kamienicy przy ul. Chocimskiej 35, w której w latach 1960–1980 mieszkał Władysław Tatarkiewicz

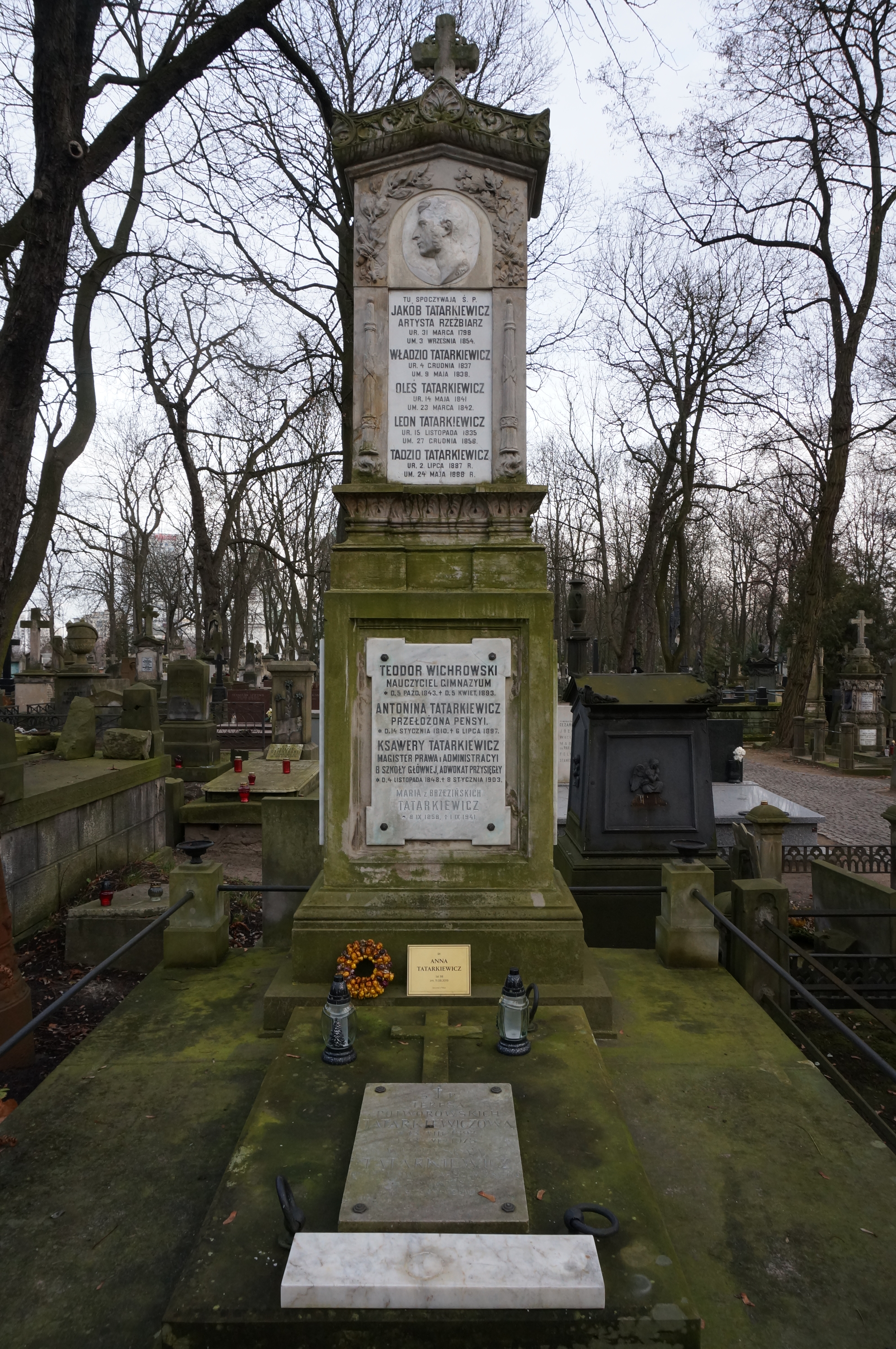
Grób Władysława Tatarkiewicza na cmentarzu Powązkowskim w Warszawie

Władysław Tatarkiewicz (ur. 3 kwietnia 1886 w Warszawie, zm. 4 kwietnia 1980 tamże) – polski intelektualista: filozof, historyk filozofii i historyk sztuki, etyk i estetyk, członek Polskiej Akademii Umiejętności i Polskiej Akademii Nauk. Jest autorem znanego w Polsce podręcznika do historii filozofii pt. Historia filozofii. Wydane były one kolejno w 1931 (1 i 2 tom) i 1950 roku (3 tom).

## Życiorys
Był synem prawnika Ksawerego Tatarkiewicza i Marii Brzezińskiej herbu Lubicz oraz wnukiem rzeźbiarza Jakuba Tatarkiewicza, który pochodził z niezbyt zamożnej rodziny żydowskich uszlachconych frankistów.
Ukończył V Gimnazjum w Warszawie. Studiował na różnych kierunkach (prawo, psychologię, filozofię, antropologię, zoologię, historię sztuki) i na różnych uczelniach – PW, UW, tajne komplety tzw. Uniwersytetu Latającego, w Berlinie, Marburgu (u Hermanna Cohena i Paula Natorpa, gdzie przejął się neokantyzmem, który jednak później porzucił), Paryżu, a także na Uniwersytecie Lwowskim, gdzie habilitował się w 1919 r.
Prowadził wykłady z historii filozofii, etyki, estetyki na Uniwersytecie Warszawskim, w latach 1919–1921 wykłady z historii filozofii na Uniwersytecie Stefana Batorego w Wilnie, później wykłady z historii sztuki i estetyki w seminarium historii sztuki Uniwersytetu Poznańskiego. Jeszcze w roku 1974 wykładał estetykę w Lozannie.
Od roku 1924 był redaktorem naczelnym „Przeglądu Filozoficznego”, a w latach 1960–1963 redaktorem naczelnym pisma „Estetyka”. Od roku 1938 należał do redakcji „Revue International de Philosophie”. Należał m.in. do Towarzystwa Naukowego Warszawskiego, PAU, SHS, PAN (od 1956 – członek rzeczywisty), Comité International d'Histoire de l'Art, Institut International de Philosophie.
W marcu 1950 roku ośmioro uczestników seminarium Tatarkiewicza, członków PZPR (Bronisław Baczko, Henryk Holland, Leszek Kołakowski, Norbert Krasnosielski, Irena Rybczyńska, Arnold Słucki, Anna Hadkowska, Henryk Jarosz), wystąpiło z listem otwartym atakującym prowadzącego, protestując przeciwko dopuszczaniu na prowadzonym przez niego seminarium do „czysto politycznych wystąpień o charakterze wyraźnie wrogim budującej socjalizm Polsce”. List przyczynił się do odsunięcia Tatarkiewicza od prowadzenia zajęć na uczelni.
Opracował semantyczną analizę szczęścia. Przeprowadził rozważania psychologiczne na temat przeżyć człowieka szczęśliwego i nieszczęśliwego. Dowodził, że nie istnieją wartości poza konkretnymi dobrami, choć mają charakter obiektywny.
W swych pracach zawarł zagadnienia z teorii muzyki, poezji i plastyki. Zajmował się również estetyką i historią sztuki. Omówił szczegółowo genezę, rozwój i znaczenie podstawowych pojęć estetyki: sztuki, piękna, formy, twórczości, odtwórczości i przeżycia estetycznego.
Zapisał się w historii nauki polskiej głównie jako etyk i aksjolog, autor wielokrotnie wznawianych dzieł, m.in. 3-tomowej Historii filozofii, zawierającej syntetyczny przegląd poglądów i kierunków filozoficznych w różnych okresach historii, będącej przez wiele lat podstawowym podręcznikiem akademickim, Historii estetyki oraz przystępnej filozofii moralności.
Był członkiem filozoficznej szkoły lwowsko-warszawskiej, stworzonej przez Kazimierza Twardowskiego, która przyniosła odrodzonej Polsce wielu wybitnych naukowców: filozofów, logików, psychologów, socjologów, a także organizatorów życia akademickiego.
Był też varsavianistą, autorem kilku książek poświęconym głównie warszawskim Łazienkom, w tym opracowania Łazienki z 1916 r., będącej pierwszą monografią na ten temat. Od 1971 był członkiem Obywatelskiego Komitetu Odbudowy Zamku Królewskiego w Warszawie.
Sygnatariusz Listu 34 (1964) oraz listu do „The Times”.
Został pochowany 9 kwietnia 1980 na stołecznym cmentarzu Powązkowskim (kwatera 25-4-29/30). Zgodnie z jego wolą pogrzeb odbył się przy udziale tylko najbliższej rodziny i przyjaciół.
Jego synem był profesor matematyki Krzysztof Tatarkiewicz.

## Wyróżnienia
- W 1933 roku został filistrem honoris causa korporacji akademickiej Aquilonia[13][14].
- Przed 1938 odznaczony francuskim krzyżem kawalerskim Orderu Legii Honorowej[15].
- W 1938 odznaczony Krzyżem Komandorskim Orderu Odrodzenia Polski[16].
- W 1966 roku otrzymał nagrodę państwową I stopnia[17].
- W 1974, jako pierwszy, otrzymał Nagrodę im. Księdza Idziego Radziszewskiego Towarzystwa Naukowego KUL za całokształt dorobku naukowego w duchu humanizmu chrześcijańskiego.

## Dzieła
- Łazienki, 1916
- Budowa Pałacu w Łazienkach, 1919
- O bezwzględności dobra, Warszawa, 1919
- Rządy artystyczne Stanisława Augusta, Warszawa, 1919
- Pięć studiów o Łazienkach Stanisława Augusta, Lwów 1925
- Historia filozofii t. I–II, Lwów 1931, t. III, Kraków 1950
- O szczęściu, Kraków, 1947
- Skupienie i marzenie. Studia z zakresu estetyki, Kraków, 1951
- Dominik Merlini Warszawa, 1955
- Łazienki warszawskie, Warszawa, 1957
- Historia estetyki I–III, Wrocław 1960–1967
- O sztuce polskiej XVII i XVIII wieku. Architektura, rzeźba, Warszawa, 1966
- Łazienki królewskie i ich osobliwości, Warszawa, 1967 (wyd. drugie 1975)
- Pisma zebrane I–II, Warszawa, 1971–1972
- Dzieje sześciu pojęć, Warszawa, 1975
- O doskonałości, Warszawa, 1976
- Parerga, Warszawa, 1978
- Wspomnienia, Warszawa, 1979 (razem z żoną Teresą Tatarkiewicz)
- O filozofii i sztuce, Warszawa, 1986
- Dobro i oczywistość. Pisma etyczne, Lublin, 1989
- Pisma z etyki i teorii szczęścia, Wrocław, 1992
- Wybór pism estetycznych, Kraków, 2004

## Upamiętnienia
- Ulice Władysława Tatarkiewicza znajdują się m.in. na warszawskim Gocławiu, w Częstochowie, Łodzi i Opolu.
- Tablica pamiątkowa odsłonięta w 2012 r. w Warszawie na fasadzie kamienicy przy ul. Chocimskiej 35, w której w latach 1960–1980 mieszkał Władysław Tatarkiewicz.